# Yang Ming Line
Die Yang Ming Marine Transport Corporation (chinesisch 陽明海運, Pinyin Yáng Míng Hǎi Yǜn – „Sonnenhell Meerestransport“) wurde 1972 in Keelung, in der Republik China (Taiwan), gegründet und gehört weltweit zu den größten Transportunternehmen. Die Reederei Yang Ming bietet einen weltweiten Containertransport inklusive verschiedener Logistikdienstleistungen mit Yes Logistics Corporation und Jing Ming Transport Company an.
Yang Ming mit Hauptsitz in Keelung besitzt eigene und in Kooperation betriebene Containerterminals in den USA, Europa sowie in Taiwan. Die Containerschiffsflotte besteht aus mehr als 100 Schiffen (708.403 TEU-Flottenkapazität), die eine Transportkapazität je Schiff von bis zu 14.220 TEU (Standard-ISO-Container, 20 Fuß) bieten. So betrieb die Reederei beispielsweise die in den 1980er Jahren gebauten und mittlerweile außer Dienst gestellten Schiffe der Ming-P- und der Ming-Sun-Klasse und aktuell beispielsweise die Containerschiffe des 14.000-TEU-Saver-Designs bzw. mehrere Schiffe des Millau-Bridge-Typs. Die jährliche Transportleistung wird mit 5,23 Mio. TEU angegeben. Massengutschiffe ergänzen die Flotte der Reederei. Gemessen an der Containerkapazität der eigenen Schiffe, belegte Yang Ming Line weltweit den Platz 9.
Seit März 2014 gehörte die Reederei zum Konsortium CKYHE (“K” Line, Yang Ming, Evergreen Marine). Im Mai 2016 wurde mit Hapag-Lloyd, Nippon Yūsen, “K” Line, Hanjin Shipping und Mitsui O.S.K. Lines "THE Alliance" gegründet.
Insgesamt ist Yang Ming mit 172 Niederlassungen in über 70 Ländern vertreten. Es werden alle weltweiten Fahrtgebiete angeboten.